# 黃兆倫
黃兆倫，別名幽，生於香港，是一名女性Cosplay愛好者，在香港的Cosplay界十分出名，十分熱愛玩Cosplay，年資已有十多年。於2005年創辦Cosplay隊伍BaLance。有參加香港動漫電玩節(前名:漫畫節/動漫節)的動漫Cosplay大賽(前名:Cosplay扮野大賽)，於2004年開始直到2006年的動漫Cosplay大賽中連續3屆贏得Cosplay比賽冠軍。
於2008年的香港動漫電玩節中舉行的動漫Cosplay大賽2008，透過扮演Monster Hunter的銀火龍獵人奪得冠軍。她表示，參賽者愈來愈專業，她今次刻意往中國內地學習舞台技巧，為角色設計特別的舞台效果，結果自2004至2006年間得到冠軍後，在08年的動漫Cosplay大賽再次奪得冠軍。
在2009年的香港動漫電玩節中舉行的動漫Cosplay大賽2009，以扮演Final Fantasy VIIDirge of Cerberus的Genesis再度參戰，但最後沒有得獎。而她的隊友區可兒則奪得兩項獎項，分別是分組冠軍和全場總冠軍。
於2011年至2013年香港動漫電玩節的動漫Cosplay大賽中均獲得全場總冠軍。

## 曾參與的大賽和獲得的獎項
- 2004年：香港漫畫節 2004，Cosplay扮野大賽，扮演:真·三國無雙 - 呂布，獲得冠軍
- 2005年：香港漫畫節 2005，Cosplay扮野大賽，扮演:鋼之鍊金術師 - 愛德華·艾力克，獲得冠軍
- 2006年：香港動漫節+電玩展 2006，06動漫Cosplay大賽，扮演:Final Fantasy VII - Cloud，獲得，獲得冠軍
- 2006年：亞洲遊戲展 2006 Cosplay大賽，扮演:Devil May Cry 4 - Nero，獲得季軍
- 2007年：亞洲遊戲展 2007 Cosplay大賽，扮演:真·三國無雙 5 - 呂布，獲得冠軍
- 2008年：香港動漫電玩節 2008，08動漫Cosplay大賽，扮演:Monster Hunter - 銀火龍獵人，獲得冠軍
- 2011年：香港動漫電玩節 2011，2011動漫Cosplay大賽，扮演:巴列斯 - 天堂II，獲得全場總冠軍
- 2012年：香港動漫電玩節 2012，2012動漫Cosplay大賽，扮演:巴納比 - Tiger and Bunny，獲得全場總冠軍
- 2013年：香港動漫電玩節 2013，2013動漫Cosplay大賽，與區可兒組成二人組合，分別扮演:瑟蒂雅Cydaea 及泰瑞爾Tyrael- 暗黑破壞神III，獲得全場冠軍

## 曾參與電視節目
- 2006年：無綫電視的翡翠台-《激優一族》
- 2008年：無綫電視的J2台-《J2愛搞作》
- 2009年：無綫電視的翡翠台-《TVB兒童節獻禮：動畫金曲音樂會》

## 外部連結
- 幽的個人相簿
- 黃兆倫膺動漫全場總冠軍[永久]
- 玩Cosplay錢途無限 勁賺10倍！ （页面存档备份，存于）